# Moše Aram
Moše Aram (hebrejsky: משה ארם, rodným jménem Moše Kazanovski, žil 7. srpna 1896 – 14. října 1978) byl izraelský politik a poslanec Knesetu za strany Mapam, Achdut ha-avoda-Po'alej Cijon, Ma'arach, Izraelská strana práce a opět Ma'arach.

## Biografie
Narodil se ve městě Lijady v tehdejší Ruské říši (dnes Bělorusko). Studoval na židovské základní škole a židovské střední škole ve městě Homel. Studoval na institutu psychoneurologie v Petrohradu a právo na Moskevské univerzitě. Působil jako ředitel střední školy v Kaunasu. V roce 1924 přesídlil do dnešního Izraele, kde pracoval ve stavebnictví a při budování silnic.

## Politická dráha
Angažoval se ve straně Po'alej Cijon, byl členem jejího ústředního výboru. V tomto hnutí působil i po přesídlení do dnešního Izraele. V letech 1935–1937 byl jejím vyslancem v USA. V letech 1924–1935 byl členem zaměstnanecké rady v Tel Avivu, od roku 1926 byl členem městské samosprávy v Tel Avivu. Během španělské občanské války byl pozván do Španělska republikánskou vládou. V roce 1946 zasedal v organizačním výboru Židovské agentury, zasedal ve výkonném výboru odborové centrály Histadrut, řídil zde také oddělení pro mobiliazaci a pro demobilizované vojáky.
V izraelském parlamentu zasedl poprvé po volbách v roce 1949, do nichž šel za stranu Mapam. Nastoupil do parlamentního výboru pro ekonomické záležitosti, výboru mandátního a výboru House Committee. Za Mapam kandidoval i ve volbách v roce 1951. V průběhu volebního období přešel do formace Achdut ha-avoda-Po'alej Cijon. Byl členem výboru pro záležitosti vnitra, výboru pro vzdělávání a kulturu, výboru pro ústavu, právo a spravedlnost, výboru House Committe a výboru pro veřejné služby. Za Achdut ha-avoda-Po'alej Cijon úspěšně kandidoval i ve volbách v roce 1955. Byl členem výboru práce, výboru pro záležitosti vnitra, výboru pro zahraniční záležitosti a obranu, výboru pro vzdělávání a kulturu a výboru pro ekonomické záležitosti. Předsedal výboru pro veřejné služby. Opětovně se do parlamentu dostal až po volbách v roce 1961, znovu na kandidátce Achdut ha-avoda-Po'alej Cijon. Mandát ale získal až dodatečně, v květnu 1965, jako náhradník. Stal se členem finančního výboru. Opětovně byl zvolen ve volbách v roce 1965, nyní již za formaci Ma'arach. V průběhu volebního období dočasně přešel s celou stranou do poslaneckého klubu Strany práce, aby se pak vrátil k názvu Ma'arach. Předsedal výboru práce, byl členem výboru pro ekonomické záležitosti a výboru House Committee. Předsedal také podvýboru pro rozptyl obyvatelstva. Ve volbách v roce 1969 poslanecký mandát neobhájil.